# Deva (fiume)
Il Río Deva è un fiume della Spagna del Nord, regione autonoma della Cantabria. Gli ultimi suoi cinque chilometri di corso costituiscono il confine con le Asturie.

## Corso
Il fiume Deva sgorga – a seconda della disponibilità di pioggia o della quantità di acqua di disgelo – a un'altezza di circa 1100 m s.l.m. presso Fuente Dé, sui Monti Cantabrici, e scorre dapprima verso est, poi verso nord; presso Unquera sfocia nella ría de Tinamayor, che dopo circa due chilometri si apre nel Golfo di Biscaglia (Oceano Atlantico).

## Località attraversate
- Camaleño
- Potes
- Panes
- Unquera

## Affluenti
| sinistra orografica - Río Cares | destra orografica - Río Quiviesa - Río Bullón - Río Bedoya |

## Luoghi d'interesse

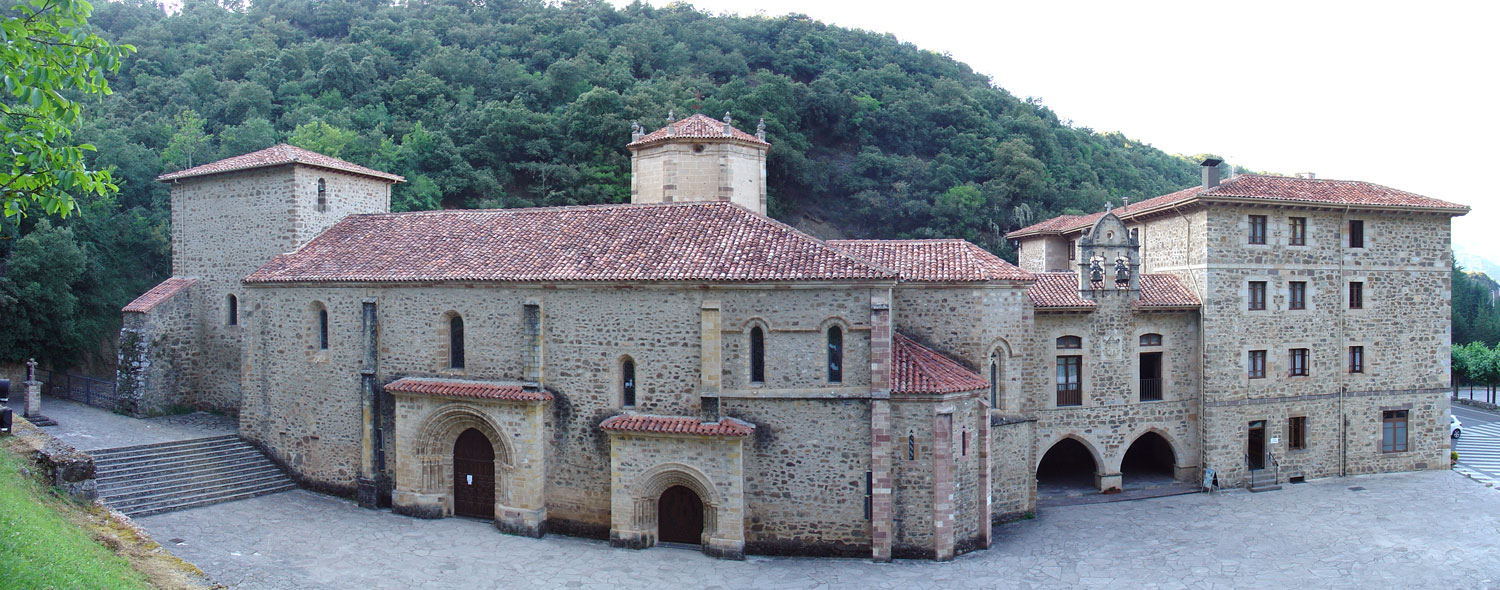
Monastero di Santo Toribio de Liébana

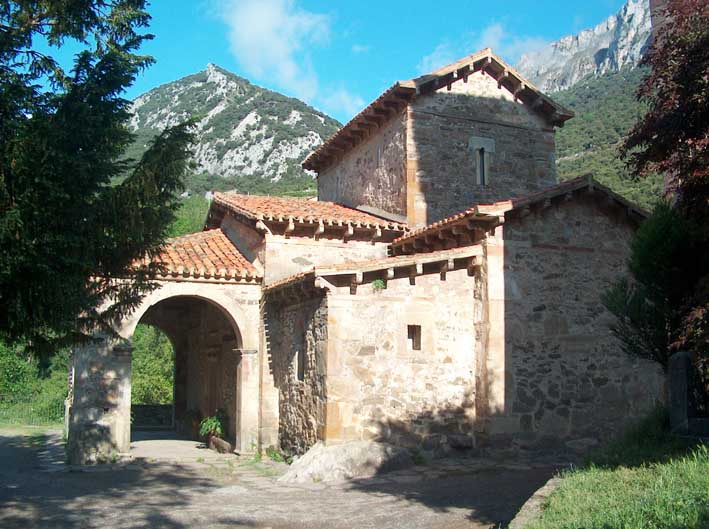
Chiesa di Santa Maria de Lebeña vista da ovest

Soprattutto la parte superiore del corso è paesaggisticamente interessante, talvolta scorre in gole ed è molto apprezzato dai pescatori. Gli abitanti dei comuni e delle località lungo le sue rive offrono in affitto case per vacanze (casas rurales). Circa un chilometro a sud della parte centrale del suo corso (circa tre chilometri a ovest di Potes) si trova il medievale Monastero di Santo Toribio de Liébana e a circa nove chilometri a nordest di Potes la chiesa preromanica di Santa María de Lebeña.